# Guus Mollee
Guus Mollee (* 23. Februar 2002 in Amsterdam) ist ein niederländischer Ruderer. Er gewann bis 2024 zwei Silbermedaillen bei Weltmeisterschaften und zwei Silbermedaillen bei Europameisterschaften.

## Sportliche Karriere
Der 1,95 Meter große Guus Mollee begann bei Het Spaarne, ruderte dann für die Amsterdamsche Studenten Roeivereeniging Nereus und für die RV Willem III.
Mollee trat bei den Junioren-Weltmeisterschaften 2018 mit dem niederländischen Achter an und belegte als Sieger des B-Finales den siebten Platz. Im Jahr darauf bei den Junioren-Weltmeisterschaften 2019 wurde er Neunter mit dem Doppelvierer. Nach der Zwangspause wegen der COVID-19-Pandemie wurde er bei den U23-Weltmeisterschaften 2021 Dritter mit dem Doppelvierer.
Im Alter von 20 Jahren nahm Mollee 2022 erstmals an internationalen Meisterschaften in der Erwachsenenklasse teil. Bei den Europameisterschaften 2022 in München trat Mollee mit dem Achter an und gewann die Silbermedaille mit viereinhalb Sekunden Rückstand auf die Briten. Einen Monat später siegten die Briten bei den Weltmeisterschaften in Račice u Štětí mit einer Sekunde Vorsprung vor den Niederländern. 2023 bei den Europameisterschaften in Bled ruderte Mollee im Vierer ohne Steuermann und wurde Zweiter mit fast drei Sekunden Rückstand auf die Briten und fast einer Sekunde Vorsprung vor den Franzosen. Drei Monate später bei den Weltmeisterschaften in Belgrad erreichte Mollee mit dem niederländischen Achter das Ziel mit einer Sekunde Rückstand auf die Briten und mit einer Sekunde Vorsprung auf die drittplatzierten Australier. 2024 wechselte Mollee in den Vierer. Guus Mollee, Nelson Ritsema, Eli Brouwer und Rik Rienks erreichten bei den Olympischen Spielen in Paris nur das B-Finale und wurden Siebte in der Gesamtwertung.